# قلعة مراد
قلعة مراد هي قلعة تاريخية أثرية تقع على أراضي قرية أرطاس على بعد 3 كيلومترات ونصف جنوب غرب بيت لحم، بنى القلعة السلطان العثماني مراد الرابع الملقب ب«فاتح بغداد» في العام 1622م، بهدف حماية أقنية المياه من التخريب أو التدمير، حيث أن هذه الأقنية كانت توصل ماء الشرب من برك سليمان الثلاث إلى مدينة بيت لحم، ثم إلى مدينة القدس.، وأصبحت الآن متحف ويعد من أهم المتاحف وأكبرها.

## الموقع والتسمية
تقع هذه القلعة على أراضي قرية أرطاس جنوب غرب مدينة بيت لحم.
وسبب تسميتها بقلعة مراد هو أن من شيدها السلطان العثماني مراد الملقب ب«فاتح بغداد».

## تاريخ القلعة
يعود تاريخها إلى العام 1622م، بنى القلعة السلطان العثماني مراد الرابع، وكان الهدف منها حماية أقنية المياه من التدمير أو السرقة والتخريب، وأيضاً لضمان سلامة تدفق المياه إلى القدس.
تمركزت في القلعة في ذلك الوقت بحامية عسكرية عثمانية، وسيرت دورية على طول الطريق حتى عين العروب، وعيون وادي البيار التي تصب ماءها في برك سليمان الثلاث، تحتوي هذه القلعة على عدد من الغرف لمبيت الجنود، ومسجدٍ للصلاة، وأربعة أبراج على الزوايا الأربع.

## متحف قلعة مراد
خلال السنوات الأخيرة تم تحويل القلعة إلى متحف يروي تاريخ وحضارة وثقافة السكان الذين عاشوا في المنطقة قبل 4000 عام، يعتبر المتحف من أهم وأكبر المتاحف في فلسطين من حيث تاريخه ومجموعاته الأثرية، إذ يحتوي على أكثر من 2000 قطعة أثرية يعود تاريخها إلى العصر البرونزي والحديدي والبيزنطي والإسلامي، وتعكس الحضارات التي عاشت في المنطقة.
أقسام المتحف:
1. قسم الأثار
2. قسم التراث
3. الباحة الخارجية

## قسم الأثار
هذا القسم مبني على شكل مستويات، وكل مستوى به يمثل حقبة تاريخية معينة، إبتدأ من العصر البرونزي القديم وإنتهاءً بالفترة الإسلامية ويحتوي هذا القسم على 250 قطعة أثرية تحكي التاريخ القديم لفلسطين وللحضارات التي مرت به.

## قسم التراث
يضم قسم التراث عدة أقسام يمر بها الزائر بجميع نواحي الحياة اليومية للشعبب الفلسطيني مروراً بحقب تاريخية أهمها العهد العثماني إلى حقبة الإنتداب البريطاني ومن ثم الأردني ويضم:
- بيت شعر يمثل نمط الحياة البدوية وبمحتوياته الأصلية
- غرفة عروس
- ملابس قديمة والحياة الزراعية
- أدوات المهن كالنجارة والحداد والمجلخ
- أدوات الأكل والشرب
- لوحة تضم مجموعة من المفاتيح من البيوت القديمة من قرى فلسطين[5]

## قسم الباحة الخارجية
تم عرض بها جزء من قناة رومانية قديمة وعربة خيل قديمة، وعدد من القطع الأثرية.